# FA Cup 1930-1931
La FA Cup 1930-1931 è stata la 56ª edizione della principale coppa nazionale inglese, nonché della più antica competizione calcistica del mondo. Il trofeo fu vinto da una compagine di Second Division, il West Bromwich Albion (un club della serie cadetta inglese non si imponeva da 19 anni), che nella finale di Wembley, superò il Birmingham City, con il punteggio di 2-1. I "baggies", tornati al successo dopo ben 39 anni, furono la prima e finora unica squadra, ad ottenere nella stessa stagione, la vittoria in coppa e la promozione nella massima divisione.

## Calendario
Il torneo principale era preceduto da due turni preliminari e quattro turni di qualificazione, mentre la competizione vera e propria, prevedeva sei turni (con i club di First e Second Division che entravano in lizza a partire dal terzo turno), prima di semifinali e finale.
In caso di pareggio dopo i novanta minuti, era prevista la ripetizione della gara, invertendo il campo. In caso di ulteriore pareggio si procedeva con altre ripetizioni, in campo neutro, fin quando una squadra non risultava vincitrice.
Le semifinali e la finale si disputavano tutte in campo neutro.
| Fase                    | Turno                        | Data                     | Squadre che entrano in questo turno | Squadre qualificate dal turno precedente |
| ----------------------- | ---------------------------- | ------------------------ | --- | ---------------------------------------- |
| Turni di qualificazione | Turno Extra-Preliminare      | Sabato 6 settembre 1930  | Non league | Non league                               |
| Turni di qualificazione | Turno Preliminare            | Sabato 20 settembre 1930 | Non league | Non league                               |
| Turni di qualificazione | Primo Turno Qualificazione   | Sabato 4 ottobre 1930    | Non league | Non league                               |
| Turni di qualificazione | Secondo Turno Qualificazione | Sabato 18 ottobre 1930   | Non league | Non league                               |
| Turni di qualificazione | Terzo Turno Qualificazione   | Sabato 1 novembre 1930   | Non league | Non league                               |
| Turni di qualificazione | Quarto Turno Qualificazione  | Sabato 15 novembre 1930  | Non league | Non league                               |
| Torneo principale       | Primo Turno (68 squadre)     | Sabato 29 novembre 1930  | 22 squadre della Third Division North 22 squadre della Third Division South                                                                                        | 24 provenienti dalle qualificazioni      |
| Torneo principale       | Secondo Turno (34 squadre)   | Sabato 13 dicembre 1930  | | 34 squadre vincitrici del primo turno    |
| Torneo principale       | Terzo Turno (64 squadre)     | Sabato 10 gennaio 1931   | 22 squadre della First Division 22 squadre della Second Division 1 squadre della Third Division North 1 squadre della Third Division South 1 squadra di non league | 17 squadre vincitrici del secondo turno  |
| Torneo principale       | Quarto Turno (32 squadre)    | Sabato 24 gennaio 1931   | | 32 squadre vincitrici del terzo turno    |
| Torneo principale       | Quinto Turno (16 squadre)    | Sabato 14 febbraio 1931  | | 16 squadre vincitrici del quarto turno   |
| Torneo principale       | Sesto Turno (8 squadre)      | Sabato 28 febbraio 1931  | | 8 squadre vincitrici del quinto turno    |
| Torneo principale       | Semi-Finali (4 squadre)      | Sabato 14 marzo 1931     | | 4 squadre vincitrici del sesto turno     |
| Torneo principale       | Finale (2 squadre)           | Sabato 25 aprile 1931    | | 2 squadre vincitrici delle semifinali    |

## Primo Turno
| Gara   | Squadra di casa         | Risultato | Squadra in trasferta            | Data             |
| ------ | ----------------------- | --------- | ------------------------------- | ---------------- |
| 1      | Chesterfield            | 1–2       | Notts County                    | 29 novembre 1930 |
| 2      | Nelson                  | 4–0       | Workington                      | 29 novembre 1930 |
| 3      | Rochdale                | 1–2       | Doncaster Rovers                | 29 novembre 1930 |
| 4      | Walsall                 | 1–0       | Bournemouth & Boscombe Athletic | 29 novembre 1930 |
| 5      | Folkestone              | 5–3       | Sittingbourne                   | 29 novembre 1930 |
| 6      | Gillingham              | 7–2       | Guildford City                  | 29 novembre 1930 |
| 7      | Crewe Alexandra         | 1–0       | Jarrow                          | 29 novembre 1930 |
| 8      | Lincoln City            | 8–3       | Barrow                          | 29 novembre 1930 |
| 9      | Luton Town              | 2–2       | Clapton Orient                  | 29 novembre 1930 |
| Replay | Clapton Orient          | 2–4       | Luton Town                      | 4 dicembre 1930  |
| 10     | Gainsborough Trinity    | 1–0       | Scunthorpe & Lindsey United     | 29 novembre 1930 |
| 11     | Scarborough             | 6–0       | Rhyl Athletic                   | 29 novembre 1930 |
| 12     | Wrexham                 | 2–0       | Wigan Borough                   | 29 novembre 1930 |
| 13     | Ilford                  | 1–6       | Brentford                       | 29 novembre 1930 |
| 14     | Tranmere Rovers         | 4–4       | Gateshead                       | 29 novembre 1930 |
| Replay | Gateshead               | 3–2       | Tranmere Rovers                 | 3 dicembre 1930  |
| 15     | Wellington Town         | 0–0       | Wombwell                        | 29 novembre 1930 |
| Replay | Wombwell                | 0–3       | Wellington Town                 | 4 dicembre 1930  |
| 16     | Queens Park Rangers     | 5–0       | Thames                          | 29 novembre 1930 |
| 17     | Fulham                  | 1–1       | Wimbledon                       | 29 novembre 1930 |
| Replay | Wimbledon               | 0–6       | Fulham                          | 3 dicembre 1930  |
| 18     | Accrington Stanley      | 3–1       | Lancaster Town                  | 29 novembre 1930 |
| 19     | Bristol Rovers          | 4–1       | Merthyr Town                    | 29 novembre 1930 |
| 20     | Northampton Town        | 1–2       | Coventry City                   | 29 novembre 1930 |
| 21     | Norwich City            | 2–0       | Swindon Town                    | 29 novembre 1930 |
| 22     | Northfleet United       | 0–3       | Exeter City                     | 29 novembre 1930 |
| 23     | Carlisle United         | 3–1       | New Brighton                    | 29 novembre 1930 |
| 24     | Tunbridge Wells Rangers | 3–0       | Kingstonian                     | 29 novembre 1930 |
| 25     | Crystal Palace          | 6–0       | Taunton Town                    | 29 novembre 1930 |
| 26     | Southend United         | 0–1       | Torquay United                  | 29 novembre 1930 |
| 27     | Hartlepools United      | 2–3       | Stockport County                | 29 novembre 1930 |
| 28     | Halifax Town            | 2–2       | Mansfield Town                  | 29 novembre 1930 |
| Replay | Mansfield Town          | 1–2       | Halifax Town                    | 3 dicembre 1930  |
| 29     | Southport               | 4–2       | Darlington                      | 29 novembre 1930 |
| 30     | Dulwich Hamlet          | 2–2       | Newport County                  | 29 novembre 1930 |
| Replay | Newport County          | 4–1       | Dulwich Hamlet                  | 4 dicembre 1930  |
| 31     | Walthamstow Avenue      | 1–5       | Watford                         | 29 novembre 1930 |
| 32     | York City               | 3–1       | Gresley Rovers                  | 29 novembre 1930 |
| 33     | Newark                  | 2–1       | Rotherham United                | 29 novembre 1930 |
| 34     | Aldershot               | 4–1       | Peterborough & Fletton United   | 29 novembre 1930 |

## Secondo Turno
| Gara   | Squadra di casa      | Risultato | Squadra in trasferta    | Data             |
| ------ | -------------------- | --------- | ----------------------- | ---------------- |
| 1      | Nelson               | 1–1       | York City               | 13 dicembre 1930 |
| Replay | York City            | 3–2       | Nelson                  | 18 dicembre 1930 |
| 2      | Watford              | 3–1       | Luton Town              | 13 dicembre 1930 |
| 3      | Walsall              | 4–0       | Newport County          | 13 dicembre 1930 |
| 4      | Gillingham           | 1–3       | Aldershot               | 13 dicembre 1930 |
| 5      | Crewe Alexandra      | 2–4       | Queens Park Rangers     | 13 dicembre 1930 |
| 6      | Gainsborough Trinity | 0–4       | Southport               | 13 dicembre 1930 |
| 7      | Scarborough          | 6–4       | Lincoln City            | 13 dicembre 1930 |
| 8      | Doncaster Rovers     | 0–1       | Notts County            | 13 dicembre 1930 |
| 9      | Wellington Town      | 2–4       | Wrexham                 | 13 dicembre 1930 |
| 10     | Fulham               | 4–0       | Halifax Town            | 13 dicembre 1930 |
| 11     | Accrington Stanley   | 0–1       | Torquay United          | 13 dicembre 1930 |
| 12     | Brentford            | 1–0       | Norwich City            | 13 dicembre 1930 |
| 13     | Bristol Rovers       | 4–2       | Stockport County        | 13 dicembre 1930 |
| 14     | Carlisle United      | 4–2       | Tunbridge Wells Rangers | 13 dicembre 1930 |
| 15     | Crystal Palace       | 6–0       | Newark                  | 13 dicembre 1930 |
| 16     | Exeter City          | 1–1       | Coventry City           | 13 dicembre 1930 |
| Replay | Coventry City        | 1–2       | Exeter City             | 18 dicembre 1930 |
| 17     | Gateshead            | 3–2       | Folkestone              | 13 dicembre 1930 |

## Terzo Turno
| Gara      | Squadra di casa         | Risultato | Squadra in trasferta   | Data            |
| --------- | ----------------------- | --------- | ---------------------- | --------------- |
| 1         | Burnley                 | 3–0       | Manchester City        | 10 gennaio 1931 |
| 2         | Bury                    | 1–1       | Torquay United         | 10 gennaio 1931 |
| Replay    | Torquay United          | 1–2       | Bury                   | 14 gennaio 1931 |
| 3         | Liverpool               | 0–2       | Birmingham City        | 10 gennaio 1931 |
| 4         | Leicester City          | 1–2       | Brighton & Hove Albion | 10 gennaio 1931 |
| 5         | Notts County            | 3–1       | Swansea Town           | 10 gennaio 1931 |
| 6         | Blackburn Rovers        | 1–1       | Walsall                | 10 gennaio 1931 |
| Replay    | Walsall                 | 0–3       | Blackburn Rovers       | 15 gennaio 1931 |
| 7         | Bolton Wanderers        | 1–0       | Carlisle United        | 10 gennaio 1931 |
| 8         | Wolverhampton Wanderers | 9–1       | Wrexham                | 10 gennaio 1931 |
| 9         | Middlesbrough           | 1–1       | Bradford City          | 14 gennaio 1931 |
| Replay    | Bradford City           | 2–1       | Middlesbrough          | 19 gennaio 1931 |
| 10        | West Bromwich Albion    | 2–2       | Charlton Athletic      | 10 gennaio 1931 |
| Replay    | Charlton Athletic       | 1–1       | West Bromwich Albion   | 14 gennaio 1931 |
| 2° replay | West Bromwich Albion    | 2–1       | Charlton Athletic      | 19 gennaio 1931 |
| 11        | Sunderland              | 2–0       | Southampton            | 10 gennaio 1931 |
| 12        | Scarborough             | 1–2       | Grimsby Town           | 10 gennaio 1931 |
| 13        | Sheffield United        | 1–1       | York City              | 10 gennaio 1931 |
| Replay    | York City               | 0–2       | Sheffield United       | 14 gennaio 1931 |
| 14        | Newcastle United        | 4–0       | Nottingham Forest      | 10 gennaio 1931 |
| 15        | Tottenham Hotspur       | 3–1       | Preston North End      | 10 gennaio 1931 |
| 16        | Fulham                  | 0–2       | Portsmouth             | 10 gennaio 1931 |
| 17        | Barnsley                | 4–1       | Bristol City           | 10 gennaio 1931 |
| 18        | Brentford               | 2–2       | Cardiff City           | 10 gennaio 1931 |
| Replay    | Cardiff City            | 1–2       | Brentford              | 14 gennaio 1931 |
| 19        | Bristol Rovers          | 3–1       | Queens Park Rangers    | 10 gennaio 1931 |
| 20        | West Ham United         | 1–3       | Chelsea                | 10 gennaio 1931 |
| 21        | Plymouth Argyle         | 0–2       | Everton                | 10 gennaio 1931 |
| 22        | Hull City               | 1–2       | Blackpool              | 10 gennaio 1931 |
| 23        | Oldham Athletic         | 1–3       | Watford                | 10 gennaio 1931 |
| 24        | Crystal Palace          | 1–1       | Reading                | 10 gennaio 1931 |
| Replay    | Reading                 | 1–1       | Crystal Palace         | 14 gennaio 1931 |
| 2° replay | Crystal Palace          | 2–0       | Reading                | 19 gennaio 1931 |
| 25        | Exeter City             | 3–2       | Derby County           | 10 gennaio 1931 |
| 26        | Arsenal                 | 2–2       | Aston Villa            | 10 gennaio 1931 |
| Replay    | Aston Villa             | 1–3       | Arsenal                | 14 gennaio 1931 |
| 27        | Southport               | 3–1       | Millwall               | 10 gennaio 1931 |
| 28        | Leeds United            | 2–0       | Huddersfield Town      | 10 gennaio 1931 |
| 29        | Corinthian              | 1–3       | Port Vale              | 10 gennaio 1931 |
| 30        | Stoke City              | 3–3       | Manchester United      | 10 gennaio 1931 |
| Replay    | Manchester United       | 0–0       | Stoke City             | 14 gennaio 1931 |
| 2° replay | Stoke City              | 2–4       | Manchester United      | 19 gennaio 1931 |
| 31        | Aldershot               | 0–1       | Bradford Park Avenue   | 10 gennaio 1931 |
| 32        | Gateshead               | 2–6       | Sheffield Wednesday    | 10 gennaio 1931 |

## Quarto Turno
| Gara   | Squadra di casa         | Risultato | Squadra in trasferta    | Data            |
| ------ | ----------------------- | --------- | ----------------------- | --------------- |
| 1      | Birmingham City         | 2–0       | Port Vale               | 24 gennaio 1931 |
| 2      | Bury                    | 1–2       | Exeter City             | 24 gennaio 1931 |
| 3      | Watford                 | 2–0       | Brighton & Hove Albion  | 24 gennaio 1931 |
| 4      | Blackburn Rovers        | 5–1       | Bristol Rovers          | 24 gennaio 1931 |
| 5      | Bolton Wanderers        | 1–1       | Sunderland              | 24 gennaio 1931 |
| Replay | Sunderland              | 3–1       | Bolton Wanderers        | 28 gennaio 1931 |
| 6      | Grimsby Town            | 1–0       | Manchester United       | 24 gennaio 1931 |
| 7      | West Bromwich Albion    | 1–0       | Tottenham Hotspur       | 24 gennaio 1931 |
| 8      | Sheffield United        | 4–1       | Notts County            | 24 gennaio 1931 |
| 9      | Barnsley                | 2–1       | Sheffield Wednesday     | 24 gennaio 1931 |
| 10     | Brentford               | 0–1       | Portsmouth              | 24 gennaio 1931 |
| 11     | Bradford City           | 0–0       | Wolverhampton Wanderers | 24 gennaio 1931 |
| Replay | Wolverhampton Wanderers | 4–2       | Bradford City           | 28 gennaio 1931 |
| 12     | Crystal Palace          | 0–6       | Everton                 | 24 gennaio 1931 |
| 13     | Chelsea                 | 2–1       | Arsenal                 | 24 gennaio 1931 |
| 14     | Bradford Park Avenue    | 2–0       | Burnley                 | 24 gennaio 1931 |
| 15     | Southport               | 2–1       | Blackpool               | 24 gennaio 1931 |
| 16     | Leeds United            | 4–1       | Newcastle United        | 24 gennaio 1931 |

## Quinto Turno
| Gara | Squadra di casa | Risultato | Squadra in trasferta    | Data             |
| ---- | --------------- | --------- | ----------------------- | ---------------- |
| 1    | Birmingham City | 3–0       | Watford                 | 14 febbraio 1931 |
| 2    | Sunderland      | 2–1       | Sheffield United        | 14 febbraio 1931 |
| 3    | Everton         | 5–3       | Grimsby Town            | 14 febbraio 1931 |
| 4    | Barnsley        | 1–3       | Wolverhampton Wanderers | 14 febbraio 1931 |
| 5    | Portsmouth      | 0–1       | West Bromwich Albion    | 14 febbraio 1931 |
| 6    | Chelsea         | 3–0       | Blackburn Rovers        | 14 febbraio 1931 |
| 7    | Exeter City     | 3–1       | Leeds United            | 14 febbraio 1931 |
| 8    | Southport       | 1–0       | Bradford Park Avenue    | 14 febbraio 1931 |

## Sesto Turno
| Gara   | Squadra di casa         | Risultato | Squadra in trasferta    | Data             |
| ------ | ----------------------- | --------- | ----------------------- | ---------------- |
| 1      | Birmingham City         | 2–2       | Chelsea                 | 28 febbraio 1931 |
| Replay | Chelsea                 | 0-3       | Birmingham City         | 4 marzo 1931     |
| 2      | West Bromwich Albion    | 1–1       | Wolverhampton Wanderers | 28 febbraio 1931 |
| Replay | Wolverhampton Wanderers | 1-2       | West Bromwich Albion    | 4 marzo 1931     |
| 3      | Sunderland              | 1–1       | Exeter City             | 28 febbraio 1931 |
| Replay | Exeter City             | 2-4       | Sunderland              | 4 marzo 1931     |
| 4      | Everton                 | 9-1       | Southport               | 28 febbraio 1931 |

## Semifinali
| Leeds 14 marzo 1931, ore 15:00 (GMT 0) | Birmingham City | 2 – 0 | Sunderland | Elland Road |

| Manchester 14 marzo 1931, ore 15:00 (GMT 0) | West Bromwich | 1 – 0 | Everton | Old Trafford |

## Finale
| Arbitro: | Arthur H Kingscott |

|                    |           |              |
| Richardson 25’ 58’ | Marcatori | 57’ Bradford |

| West Bromwich Albion | Birmingham City |

|              |    |                    |  |
|              |    |                    |  |
| P            | 1  | Harold Pearson     |  |
| D            | 2  | George Shaw        |  |
| D            | 3  | Bert Trentham      |  |
| C            | 4  | Tommy Magee        |  |
| C            | 5  | Bill Richardson    |  |
| C            | 6  | Jimmy Edwards      |  |
| A            | 7  | Tommy Glidden (C)  |  |
| A            | 8  | Joe Carter         |  |
| A            | 9  | William Richardson |  |
| A            | 10 | Teddy Sandford     |  |
| A            | 11 | Stanley Wood       |  |
| Manager:     |    |                    |  |
| Fred Everiss |    |                    |  |

|                 |    |                |  |
|                 |    |                |  |
| P               | 1  | Harry Hibbs    |  |
| D               | 2  | George Liddell |  |
| D               | 3  | Ned Barkas (C) |  |
| C               | 4  | Jimmy Cringan  |  |
| C               | 5  | George Morrall |  |
| C               | 6  | Alec Leslie    |  |
| A               | 7  | George Briggs  |  |
| A               | 8  | Johnny Crosbie |  |
| A               | 9  | Joe Bradford   |  |
| A               | 10 | Bob Gregg      |  |
| A               | 11 | Ernie Curtis   |  |
| Manager:        |    |                |  |
| Leslie Knighton |    |                |  |

| REGOLE DELLA PARTITA - Gara unica. - Tempi supplementari in caso di pareggio al 90°. - Ripetizione in caso di ulteriore parità dopo i tempi supplementari. |